# Anna Rogowska
Anna Rogowska, poljska atletinja, * 21. maj 1981, Gdynia, Poljska.
Nastopila je na poletnih olimpijskih igrah v letih 2004, 2008 in 2012, leta 2004 je osvojila bronasto medaljo v skoku ob palici. Na svetovnih prvenstvih je osvojila naslov prvakinje leta 2009, na svetovnih dvoranskih prvenstvih srebrno in bronasto medaljo, na evropskih dvoranskih prvenstvih pa zlato, dve srebrni in bronasto medaljo.